# Kickboxer: Retaliation
Kickboxer: Retaliation è un film del 2018 diretto da Dimitri Logothetis.
La pellicola è il sequel di Kickboxer - La vendetta del guerriero del 2016.

## Trama
Un anno e mezzo dopo aver ucciso Tong Po, vendicando così il fratello Eric, Kurt Sloane è ora un lottatore di arti marziali miste di grande successo, sposato con l'amata Liu; dopo l'ennesimo incontro vinto viene avvicinato da due U.S. Marshal che lo informano che deve tornare in Thailandia per rispondere dell'omicidio e, al suo rifiuto, i due lo stordiscono con una pistola elettrica e lo portano via.
Al suo risveglio in una prigione thailandese, Kurt incontra Thomas Moore, un facoltoso organizzatore di incontri, che gli rivela di aver avuto l'intenzione, dopo la sconfitta di Tong Po, di fare di lui il proprio nuovo campione; ma, a causa del suo ritorno in patria, aveva scelto al suo posto il gigantesco Mongkut, che ora Kurt deve affrontare in cambio di un milione di dollari. Kurt tuttavia rifiuta e viene quindi ripetutamente torturato e attaccato dagli altri prigionieri finché Crawford, già braccio destro di Tong Po e ora tirapiedi di Moore, consiglia a quest'ultimo di rapire Liu per spingerlo ad accettare; Moore acconsente, e Kurt si ritrova quindi costretto a combattere.
Durante la sua permanenza in prigione Kurt stringe amicizia con alcuni detenuti, tra cui l'americano Briggs, che lo aiutano con l'allenamento, diretto dal suo vecchio maestro Durand, incarcerato per concorso nell'omicidio di Tong Po e reso cieco da Moore; Durand riesce quindi a convincere Moore a farlo assistere a un allenamento di Mongkut, scoprendo che questi viene sottoposto a iniezioni di sostanze illecite da parte di Rupert, uno scienziato al soldo di Moore, ma anche che il gigante non si dimostra un grande incassatore. Kurt, intanto, viene raggiunto in prigione da Gamon, un'amica della moglie che questa era riuscita a contattare prima di essere rapita, affinché l'aiutasse a ritrovare il marito.
Uscito di prigione con la scusa di continuare ad allenarsi, Kurt, insieme a Durand, a suo figlio Travis e a Gamon riesce a liberare Liu, ma nello scontro che segue nella dimora di Mongkut questi colpisce la donna (frappostasi tra l'energumeno e il marito), facendola cadere in coma: Kurt, desideroso di vendicarla, accetta finalmente l'incontro, poco prima del quale Liu si sveglia.
L'incontro si mette subito malissimo per Kurt, ampiamente sovrastato dalla potenza di Mongkut, tanto che alla fine della seconda ripresa il protagonista perde apparentemente la vita; tuttavia Liu, accorsa al capezzale del marito, riesce a farlo rivivere usando una delle iniezioni di Rupert: Kurt, rinfrancato dalla vicinanza della donna, riesce a mettere al tappeto l'avversario e, dopo l'ennesimo attacco di quest'ultimo, gli spezza il collo usando una catena.
Kurt può quindi tornare a casa con la moglie, dedicandosi alla sua carriera nelle arti marziali miste.

## Produzione
La produzione della pellicola è iniziata a metà maggio 2016 tra California e Nevada, mentre le riprese principali sono iniziate nel mese di luglio a Bangkok.

## Promozione
Il primo trailer del film viene diffuso il 4 gennaio 2018.

## Distribuzione
La pellicola è stata distribuita nelle sale cinematografiche statunitensi a partire dal 26 gennaio 2018.

### Divieti
Negli Stati Uniti il film è stato vietato ai minori di 17 anni non accompagnati da adulti per la presenza di violenza.

## Sequel
Il 31 agosto 2016, il produttore Robert Hickman annuncia il terzo capitolo della serie, Kickboxer: Armageddon, le cui riprese inizieranno ufficialmente nel 2024.